# Zenonina rehfousi
Zenonina rehfousi là một loài nhện trong họ Lycosidae.
Loài này thuộc chi Zenonina. Zenonina rehfousi được Roger de Lessert miêu tả năm 1933.